# Lasioglossum brisbanense
Lasioglossum brisbanense är en biart som först beskrevs av Cockerell 1918.  Lasioglossum brisbanense ingår i släktet smalbin, och familjen vägbin. Inga underarter finns listade i Catalogue of Life.

## Bildgalleri

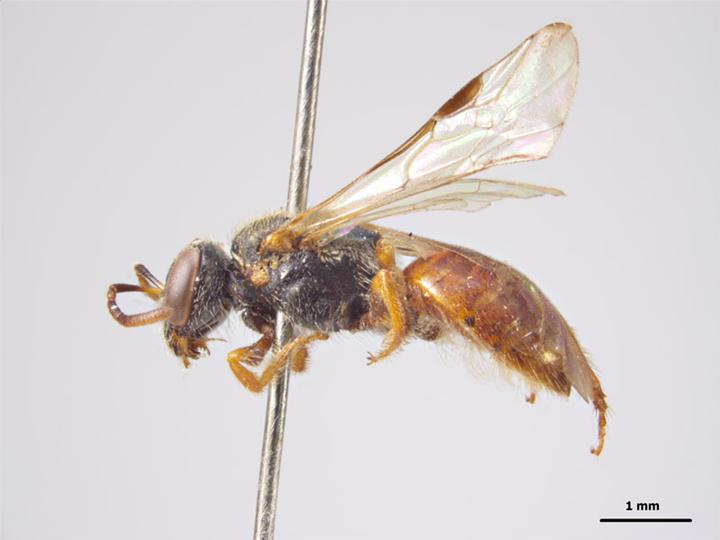